# Georgia O'Keeffe - Busto

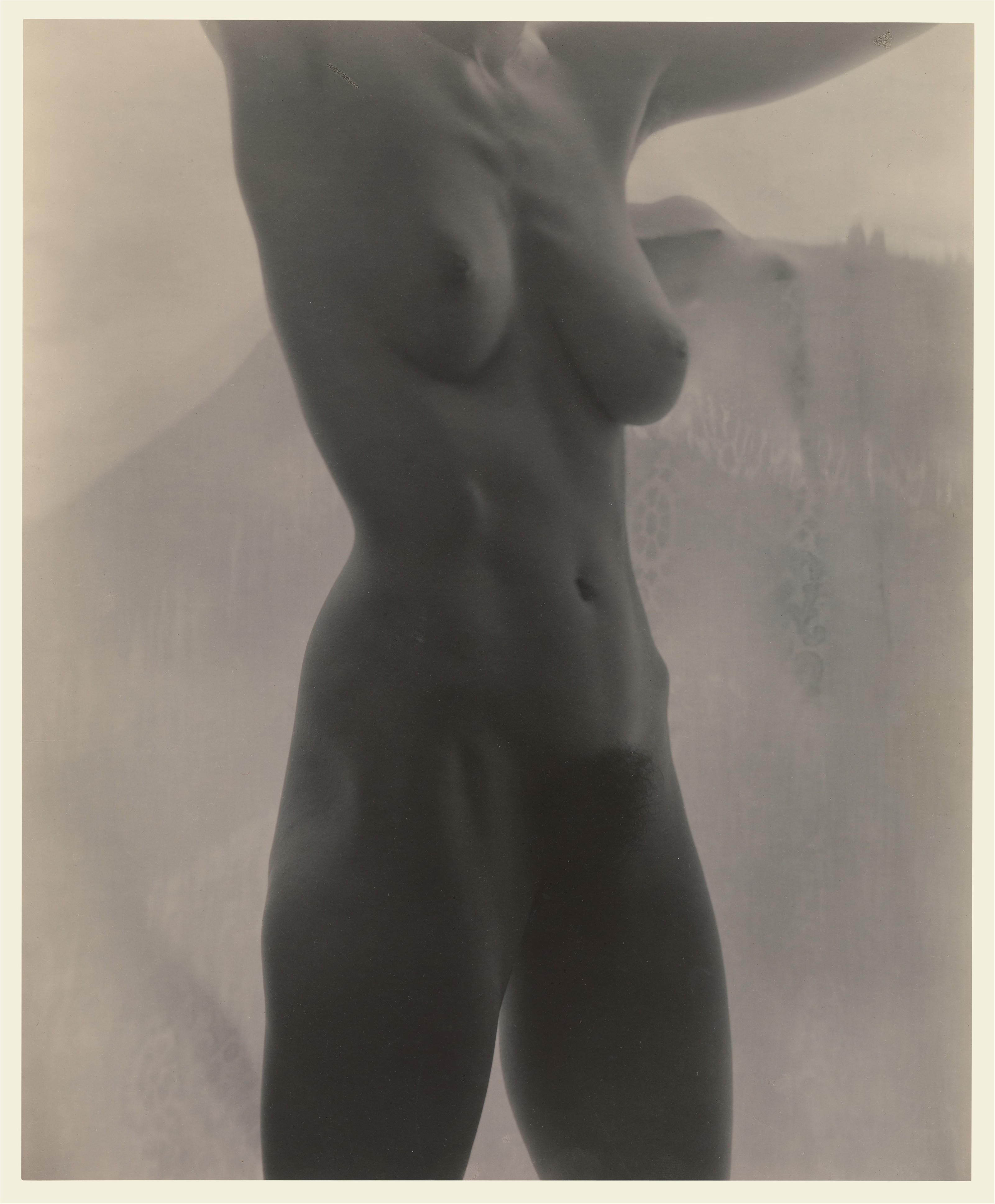
Georgia O'Keeffe - Busto, 1919

Georgia O'Keeffe - Busto (Georgia O'Keeffe - Torso) è una fotografia in bianco e nero scattata da Alfred Stieglitz nel 1919. Fa parte di un gruppo ampio di più di 300 fotografie che egli scattò alla sua futura moglie, la pittrice Georgia O'Keeffe. 

## Storia e descrizione
Stieglitz scattò dozzine di fotografie del corpo di O'Keeffe, incluse le sue mani e il suo torso nudo. Questa fotografia ritrae il suo busto nudo, visto leggermente dal basso, con le braccia visibili solo in parte e senza mostrare la testa. Il Busto, con le sue braccia sollevate e le cosce muscolose, ha una qualità scultorea che sembra influenzata dall'arte di Auguste Rodin, del quale Stieglitz conosceva bene le opere, che aveva esposto alla Photo-Secession.
Il Busto era presente alla mostra di Stieglitz svoltasi alle gallerie Anderson di New York, dove espose delle fotografie di varie parti del corpo di O'Keeffe, e che ebbe un impatto notevole. Herbert Seligmann scrisse che "mani, piedi, mani e seni, busti, tutte le parti e gli atteggiamenti del corpo umano, visti con una passione rivelatrice, producevano un effetto sorprendente sulle masse che vagavano entrando e uscendo le stanze".
Una stampa di questa fotografia è stata venduta all'asta per 1.472.000 dollari alla sede novaiorchese di Sotheby's il 14 febbraio del 2006: si tratta del secondo prezzo più alto mai raggiunto di una fotografia di Stieglitz.

## Nelle collezioni pubbliche
Delle stampe di questa fotografia si trovano al museo Metropolitano nuovaiorchese alla National Gallery of Art di Washington, all'Art Institute of Chicago, al museo J. Paul Getty di Los Angeles e al museo d'Orsay parigino.